# Antipatros von Thessalonike
Antipatros von Thessalonike († um 1) war ein griechischer Epigrammdichter. Er war unter Augustus Lehrer in Rom. Erhalten sind von Antipatros über die Anthologia Graeca über 100 Epigramme, darunter Huldigungsgedichte an den Kaiser. Er starb um das Jahr 1. Er soll unter anderem ein Gedicht geschrieben haben, in dem Sieben Weltwunder gelistet sind, jedoch wird dieses Gedicht sowohl ihm als auch Antipatros von Sidon (2. Jahrhundert v. Chr.) zugeschrieben. Diese Liste entspricht nicht den uns bekannten alten Sieben Weltwundern. In der Anthologia Graeca findet sich auch Antipaters Liste der altgriechischen Dichterinnen.